# Jorge Gimeno
Jorge Gimeno (Madrid, 1964) es un poeta español en lengua castellana. Licenciado en Filología Románica por la Universidad Complutense de Madrid. Ha sido profesor en la Universidad de Bagdad (Irak) y en los Institutos Cervantes de Fez (Marruecos) y Lisboa (Portugal). Está considerado una de las voces fundamentales de la reciente poesía española.

## Publicaciones
Poesía
- Místico (Pre-Textos, 2024).
- Barca llamada Every (Pre-Textos, 2021).
- Me despierto, me despierto, me despierto (Pre-Textos, 2018).
- La tierra nos agobia (Pre-Textos, 2011).
- Espíritu a saltos (Pre-Textos, 2003).

Ensayo
- Poesía y tao (Pre-Textos, 2023).

Artículos
- "Mahmud Darwish: el poeta troyano", en Tinta Libre, nº 115, julio-agosto de 2023.
- "Fascismo somos todos", en Tinta Libre, nº 102, mayo de 2022.
- "Paraíso. Niveles de absorción", en Paraíso, nº 19, 2022.
- "La Divina Comedia: icónica, ambiciosa, inmortal", El País, 14/09/2021.
- "El viaje rojo, verde y azul de Dante", El País, 24/07/2021.
- “Dante en sus colores”, en Babelia, El País, 26/06/2021.
- "El embudo del mal. Bienvenidos al infierno dantesco", en Tinta Libre, nº 92, junio de 2021.
- "Hazlo, profeta. Introducción a la Divina Comedia", en Letras Libres, mayo de 2021.
- "El idiota en las diez direcciones", en VVAA, El idiota (Pre-Textos, 2019).
- "Nos matamos por pereza. Sobre poesía y guerra", Revista Archivos de la Universidad de Costa Rica, n.º 39, 2019.
- "El recienpoeta", en José Andújar Almansa y Antonio Lafarque (eds.), La exactitud del latido. Diario de un poeta recién casado hace cien años, Málaga, Centro Cultural Generación del 27, 2019.
- "Sabio, no santo", en Jorge Gimeno, Noventa y nueve iluminaciones de Nasrudín (Pre-Textos, 2015).
- “Escribirás de historia, no de mitos”, en Mahmud Darwix, En presencia de la ausencia (Pre-Textos, 2011).
- “Ser el primero y el último”, en Hérault de Séchelles, Teoría de la ambición (Siruela, 2005).
- “La piel de tigre, auténtica”, en Eça de Queirós, El primo Basilio (Pre-Textos, 2005).
- “Estos estetas son así”, en Fernando Pessoa, El banquero anarquista (Pre-Textos, 2001).
- “Baudelaire ultramontano”, Claves de razón práctica, n.º 159, 2006.
- "Chamfort o el encono", Claves de razón práctica, n.º 141, 2004.
- "El 'bildungsroman' de la A a la Z", Claves de razón práctica, n.º 103, 2000.
- "Cioran para el olvido", Revista de Occidente, n.º 181, 1996.

Edición y traducción de literatura
- Dante Alighieri, Divina Comedia, introducción general, prólogos, traducción y notas-comentario, 3 vols. (Penguin Clásicos, 2021).
- Jorge Gimeno, Fragmentos de Saadi (Pre-Textos, 2021).
- Jorge Gimeno, Noventa y nueve iluminaciones de Nasrudín (Pre-Textos, 2015).
- Jorge Gimeno, El amor negro. Poesía del Barroco francés (Pre-Textos: 2009).
- Elias Sanbar, El bien de los ausentes (Pre-Textos, 2012).
- Eça de Queirós, El primo Basilio (Pre-Textos: 2005).
- Hérault de Séchelles, Teoría de la ambición (Siruela: 2005).
- Charles-Joseph de Ligne (Príncipe de Ligne), Amabile. Obra escogida (Pre-Textos: 2004).
- Fernando Pessoa, El banquero anarquista (Pre-Textos: 2001).
- Eça de Queirós, Los Maia (Pre-Textos: 2000).
- Wallace Stevens, Sur plusieurs beaux sujects (Pre-Textos: 1998).
- Paul-Jean Toulet, Contrarrimas (Pre-Textos: 1998).
- Vivant Denon, Ningún mañana (Hiperión: 1995).
- Rainer Maria Rilke, Cartas a una amiga veneciana (Hiperión: 1993).

## Premios
- Premio Nacional de Traducción (2022), Ministerio de Cultura (Italia), por su traducción de la Divina Comedia, de Dante Alighieri (Penguin Clásicos, 2021).[3][4]

## Opiniones críticas sobre su poesía
- “La poesía de Jorge Gimeno tiene eso que a falta de otro nombre llamamos duende”, Carlos Pardo.[5]

- "El tema fundamental de su poesía es el poder del lenguaje y la necesidad de que sirva como revulsivo para la recuperación de la vida a través de la ampliación de lo real. Esto, que puede afirmarse de toda gran poesía, se convierte en Gimeno en sello distintivo: la fuerza de su voz nace de la capacidad de lanzar la palabra por los aires hasta romperla en mil pedazos. Hay una rabia destructora que lo que pretende, paradójicamente, es construir de nuevo, construir de otra manera. Un empeño, en el fondo, de radical vitalismo", Juan Manuel Romero.[6]
- “Jorge Gimeno tiene la altura de un poeta fuerte, en la acepción de Harold Bloom: un honor que garantiza el magisterio saturniano de los autores con maneras inconfundibles y cosmovisiones únicas. Las conquistas de La tierra nos agobia no pertenecen al esquivo margen de las promesas, sino al vasto dominio de las evidencias”, Luis Bagué Quílez.[1]
- “La tierra nos agobia es una catástrofe para los clichés. Siempre hemos querido decir esto de un libro, y por fin podemos: inclasificable”, Ainhoa Sáenz de Zaitegui.[7]
- “A diferencia de ciertas poéticas contemporáneas (caracterizadas por lo que se podría llamar la altivez de la iluminación), la potencia ética y espiritual de esta obra no impone una distancia a sus lectores. Si aún es posible afirmar de un libro que tiene «propósito», el de Me despierto, me despierto, me despierto sería recuperar para la poesía de hoy ciertos valores olvidados o incluso ridiculizados: la emoción, la humanidad, la trascendencia. Quien lo lee no sólo se reconoce y se pone en duda, sino que siente, en mayor o menor medida, su misma necesidad de transformación”, Fruela Fernández.[8]
- "Virtuoso de la poesía y del verso, voz personal y heterodoxa ocupada desde la escritura poética en el impresionante proyecto de vivificar en asunto y forma las diversas tradiciones de la poesía española con las aguas del pensamiento oriental y su enunciación paradójica y proverbial, Gimeno reconoce la necesidad de adiestrarse en la poesía para soltar esa capacidad en pro del misterio. Para que la poesía salga de los atolladeros del rígido pensamiento discursivo —blanco, logocéntrico, colonizador, individualista, viril— donde la palabra se presenta como ontología y de su categoría de producto —histórico, cultural, del poder—, ha de acercarse, señala el poeta, a la no esencia poética idiota, al oído de una lengua "dinámica, cambiante, bastarda", oral y vital, donde el mundo llegue a resultar transparente", Daniela Martín Hidalgo.[9]
- “La aparición de un nuevo libro de Jorge Gimeno tiene ya la categoría de acontecimiento de nuestra lírica”, Martín López-Vega.[2]